# 앨리스 죽이기 (영화)
"앨리스 죽이기"(To Kill Alice)는 대한민국에서 제작된 김상규 감독의 2019년 다큐멘터리 영화이다. 신은미 등이 주연으로 출연하였다.

## 출연

### 주연
- 신은미
- 정태일
- 황선

### 조연
- 오세현